# Cytora calva
Cytora calva är en snäckart som först beskrevs av Hutton 1882.  Cytora calva ingår i släktet Cytora och familjen Pupinidae. Inga underarter finns listade i Catalogue of Life.